# Hof van Cleve
Hof van Cleve is een restaurant gevestigd in Kruisem, België. De chef is Floris Van Der Veken die eind 2023 Peter Goossens opvolgde. Het restaurant had sinds 2005 drie sterren in de Michelingids verdiend. Na de overname verloor het alle sterren, in 2024 kreeg Hof van Cleve opnieuw twee sterren.

## Voorgeschiedenis
Het restaurant was eerst een hoeve. Tijdens de Eerste Wereldoorlog gebruikten de Duitsers de plaats als uitkijkpost omdat het op een kleine heuvel ligt. Zij schoten de eigenaar August Van Cleve dood. Na de oorlog nam zijn zoon de hoeve over. Na zijn dood 1968 kreeg het boerderijtje de beschermde naam 'Hof Van Cleve'.

## Geschiedenis
In 1969 startte dokter Luc Goeminne er een gewoon restaurant met de naam Hof van Cleve. De zaak werd in de loop der jaren tweemaal overgenomen eer dat Peter Goossens het in 1987 overnam. Omdat de verkoper een ander gastronomisch restaurant had in de buurt, maakte hij de afspraak met Goossens dat er vijf jaar lang geen gastronomische menu's geserveerd zouden worden.
Het gastronomische restaurant werd in 1992 geopend. Het werd twee jaar later bekroond met de Culinaire Prijs voor de Heerlijkste Tafel van het Land. Het werd ook bekroond voor de beste wijnkaart en de beste champagnekaart (1994). In 1994 kreeg het restaurant zijn eerste Michelinster. In 1998 kreeg Hof van Cleve zijn tweede, en in 2005 zijn derde Michelinster.
In 2003 werd sommelier Stijn Van der Beken van Hof van Cleve erkend als de "Beste Sommelier van België 2004". Sinds 2004 heeft het restaurant ook een score van 19,5 uit 20 gekregen volgens Gault&Millau. In 2007-2008 werden de Hof van Cleve menu's in brasseriestijl aangeboden in de Museumbrasserie en het Museumcafé in Brussel. In 2012 werd sommelier Pieter Verheyde, erkend als de "Beste Sommelier van België 2012". In 2016 werd Mathieu Vanneste van Hof van Cleve met dezelfde onderscheiding bekroond. In 2020 was het restaurant van maart - juni 2020 en van oktober 2020 - juni 2021 gesloten in verband met de Covid-19 pandemie. In 2020 werd Tom Ieven, de sommelier van het restaurant die in januari 2019 in Hof van Cleve begon, door Gault&Millau erkend als de "Beste Sommelier van het Jaar 2021".

## Management
Peter Goossens was tot en met 22 december 2023 de chef van Hof van Cleve. Hij was samen met zijn vrouw Lieve eigenaar van het restaurant. Vanaf 2024 neemt zijn keukenchef Floris Van Der Veken de zaak over.

## Noteringen
- In 2021 werd Hof van Cleve door Wine Spectator bekroond met de Best of Award of Excellence 2021.[13]
- In 2020 werd het door World Culinary Awards erkend als beste restaurant van België.[14]
- In 2019 stond het in de Top 20 Beste Restaurants ter Wereld van het Franse tijdschrift Le Chef. Hof van Cleve werd door Le Chef ook opgenomen in de Top 30 Beste Restaurants ter Wereld in 2016 en Top 25 Beste Restaurants ter Wereld in 2015.[15]
- In 2018 werd het ook als enige Belgische restaurant opgenomen in de Top 100 beste restaurants ter wereld 2018 (№36) door het Franse tijdschrift Le Chef.
- In 2017 ontving het restaurant de Prix Cristal 2017 van de Club Royal des Gastronomes de Belgique.[16]
- Hof van Cleve staat sinds 2016 op de eerste plaats van de Top 60 "Beste Restaurants ter Wereld" met 94/100 punten van WBP Stars.[15][17]
- In 2014 werd het door FOUR Magazine uitgeroepen tot het op twee na beste restaurant ter wereld.[9]
- Hof van Cleve is sinds 2012 het enige Belgische restaurant in de Elite Traveler's Top 100 Restaurants ter Wereld.[18][19]
- Het restaurant is door Restaurant Magazine uitgeroepen tot 17e (2010) en 15e (2011) beste restaurant ter wereld en heeft drie sterren in de Michelingids.[20][21]
- Hof van Cleve is sinds 2006 erkend als een van de 50 beste restaurants ter wereld.[22][23]